# Renuncio
Renuncio es una localidad de la comarca de Alfoz de Burgos (provincia de Burgos, España), perteneciente al ayuntamiento de Villalbilla de Burgos y se encuentra a 8 km de Burgos capital.
Su economía se basa fundamentalmente en la agricultura de secano.

## Datos geográficos
- Situación geográfica: N 42°18′58″ / O 3º 45' 08"

- Superficie: 3,52 km²

- Población: 101 habitantes

- Altitud: 872 m

## Historia
Según los historiadores, Renuncio en la antigüedad fue una localidad de importancia, debido a la existencia del monasterio conocido con el nombre de Santa María de Renuncio en el que habitaban las monjas Bernardas, parece ser que antes del año 1180. Con la construcción del monasterio, se asentaron las primeras familias bajo su resguardo. Desde su fundación hasta su posterior destrucción el pueblo de Renuncio estaba totalmente influenciado por el monasterio. A lo largo de la historia el monasterio sufrió varios incendios. Ya en el año 1559 sufre un incendio que lo destruyó por completo, en ese momento empieza la decadencia del pueblo de Renuncio. 
Cerca de la localidad existió la localidad de Asturianos.

## Demografía
| Gráfica de evolución demográfica de Renuncio entre 1842 y 1960 |
| |
| Población de derecho según los censos de población del INE. Población de hecho según los censos de población del INE.Entre el censo de 1857 y el anterior, crece el término del municipio porque incorpora a Villacienzo. Entre el censo de 1960 y el anterior, este municipio desaparece porque se integra en el municipio Villalbilla de Burgos. |

## Festividades
- San Antón: 17 de enero

- Sagrado Corazón: Primer domingo de junio

- Fiestas patronales: Último fin de semana de agosto